# Az Athenaeum detektív és kalandor regényei
Az Athenaeum detektív és kalandor regényei illetve 1935. februárjától, a 19. kötettől Az Athenaeum detektívregényei sorozatcímmel a budapesti Athenaeum kiadó könyvsorozata volt, amelyben 1933 és 1937 között 49, leginkább bűnügyi regény jelent meg.
A névváltozás után az ár 96 fillérről 1 pengőre változott és a borítón is megjelent az 1 pengős érme, ami miatt jogi eljárásba keveredett az 1 pengős regények sorozat kiadójával, a Palladis kiadóvállalattal, akik egyébként elveszítették a pert. (Ebben az időszakban több per is zajlott a nevesebb ponyvasorozatok kiadói között.)

## Jellemzői
A sorozat kötetei 18 cm x 13.5 méretben, 220 oldal körüli terjedelemben jelentek meg. A borítón általában hollywoodi filmek reklámanyagaiból kiválasztott fotó Pl. A sárga detektív című Charlie Chan regényhez egy onnan vett filmfotó jelent meg.
A borító hátlapján a következő számok reklámját helyezték el.

## Szerzők, fordítók
A sorozatban jelent meg először magyarul néhány olyan, mára klasszikussá vált krimi, mint például 1935-ben Dashiell Hammett A máltai sólyom (The Maltese Falcon) vagy Earl Derr Biggers Charlie Chan regénye, A sárga detektív címmel, illetve Elery Queen regényei.
A sorozatban csupán egy magyar szerző szerepel, Aczél Lajos Louis Lucien Roger álnéven. A kötetekben fordítóként Aczél László néven lett feltüntetve.
A valódi fordítók között viszont olyan nevekkel találkozhatunk mint Pálóczi Horváth György, Németh Andor, Mihályfi Ernő, Móricz Virág.

## A sorozatban megjelent művek
Online: A linkre kattintva az Országos Széchényi Könyvtár (OSZK) Elektronikus Könyvtárában (MEK) elolvasható, letölthető (meghallgatható) példányok:
- EK - E-könyvek a sorozat eredeti számából digitalizált szövege különféle formátumokban (általában az eredeti oldalainak fotózott példánya is).

A lista átrendezhető a fejlécben látható nyilak segítségével, például cím vagy írók neve szerint.
| Szám | Év   | Író                              | Írói név, álnév, névváltozat | Cím (eredeti cím); fordító                                                                 | Oldal | Megjegyzés |
| ---- | ---- | -------------------------------- | ---------------------------- | ------------------------------------------------------------------------------------------ | ----- | ---------- |
| .    | 1933 | Galopin, Arnould                 | Galopin                      | Hajsza a detektív után; fordította: Pálmai Jenő                                            | 216   | EK         |
| .    | 1933 | Childers, James Saxon            |                              | A rejtélyes könyv; fordította: Csánk Endre                                                 | 222   |            |
| .    | 1933 | Biggers, Earl Derr               | Biggers, E. D.               | A sárga detektív (Charlie Chan); fordította: Mihályfi Ernő                                 | 240   |            |
| .    | 1934 | Fitzsimmons, Cortland            |                              | 70.000 tanú; fordította: Mihályfi Ernő                                                     | 232   |            |
| .    | 1934 | East, Roger                      |                              | A clarendoni gyilkos; fordította: Sallay Ervin                                             | 206   |            |
| .    | 1934 | Austin, Anne                     |                              | A fekete galamb; fordította: Barna István (Braun Róbert álneve)                            | 245   |            |
| .    | 1934 | Sayers, Dorothy Leigh            | Sayers, Dorothy              | Jelige: „Gyilkosság”; fordította: Németh Andor                                             | 196   |            |
| .    | 1934 | Hammett, Dashiell                |                              | Gyilkossággal kezdődik; fordította: Pálóczi Horváth György                                 | 208   |            |
| .    | 1934 | Strahan, Kay Cleaver             |                              | A halál menyasszonya; fordította: Németh Andor                                             | 224   |            |
| .    | 1934 | Wright, Willard Huntington       | Van Dine                     | A szkarabeusz bűnügy; fordította: Ferenczy Valér                                           | 221   |            |
| .    | 1934 | Wright, Willard Huntington       | Van Dine                     | Szörny a tóban (The Dragon Murder Case); fordította: Garami Andor                          | 210   | EK         |
| .    | 1934 | Aczél Lajos                      | Rogger, Louis Lucien         | Az üldözött holttest; fordította: Aczél László (Aczél Lajos álneve)                        | 223   |            |
| .    | 1934 | Strahan, Kay Cleaver             |                              | Úrilány nem gyilkol; fordította: Németh Andor                                              | 212   |            |
| .    | 1934 | Wright, Willard Huntington       | Van Dine, S. S.              | A Greene-gyilkosság (Greene Murder Case); fordította: Kisléghy Kálmán (Kislégi Nagy Dénes) | 232   |            |
| .    | 1935 | Myers, Briggs Isabel             |                              | Vigyázz, ha jön a gyilkos!; fordította: Doroghi Farkas Ákos                                | 228   |            |
| .    | 1935 | Aczél Lajos                      | Rogger, Louis Lucien         | Két utas eltűnt; fordította: Aczél László (Aczél Lajos álneve)                             | 234   |            |
| .    | 1935 | Queen, Ellery                    |                              | A mandarin bűnügy (The Chinese Orange Mystery); fordította: Garami Andor                   | 226   |            |
| .    | 1935 | Rudd, Anthony                    |                              | A fürdőszoba titka; fordította: Horváth Gábor                                              | 207   |            |
| 19.  | 1935 | Hammett, Dashiell                |                              | A máltai sólyom (The Maltese Falcon); fordította: Faludi Miklós                            | 240   |            |
| .    | 1935 | Truss, Seldon                    |                              | Hív az akasztófa; fordította: Garami Andor                                                 | 227   |            |
| .    | 1935 | Rohmer, Sax                      |                              | A nevető gyilkos; fordította: Horváth Gábor                                                | 216   |            |
| .    | 1935 | Aczél Lajos                      | Rogger, Louis Lucien         | A halálkabin; fordította: Aczél László (Aczél Lajos álneve)                                | 247   |            |
| .    | 1935 | Holt, Henry                      |                              | A „Farkas”; fordította: Fazekas-Fichtner Guidó                                             | 215   |            |
| .    | 1935 | Blochman, Lawrence Goldtree      | Blochman, Lawrance G.        | A bengáli gyilkos; fordította: Mayné Marczali Erzsi                                        | 214   |            |
| .    | 1935 | Aczél Lajos                      | Rogger, Louis Lucien         | Három csepp vér; fordította: Aczél László (Aczél Lajos álneve)                             | 222   |            |
| .    | 1935 | Mason, F. Van Wyck               | Mason, Van Wyck              | Budapesti expressz; fordította: Siklós Ferenc                                              | 221   |            |
| .    | 1936 | Gribble, Leonard Reginald        | Gribble, Leonard R.          | Bosszú?; fordította: Barna István (Braun Róbert álneve)                                    | 244   |            |
| .    | 1936 | Morland, Nigel                   |                              | Az árny-gyilkos; fordította: Devecsery Gábor                                               | 219   |            |
| .    | 1936 | Prenn, Peter                     |                              | A fehér boszorkány; fordította: Csánk Endre                                                | 228   |            |
| .    | 1936 | Footner, Hulbert                 |                              | Frissen hantolt sír; fordította: Horváth Gábor                                             | 221   |            |
| .    | 1936 | Morland, Nigel                   |                              | A gyilkos hold; fordította: Csánk Endre                                                    | 232   |            |
| .    | 1936 | Latimer, Jonathan                |                              | Gyilkosság a tébolydában; fordította: Kőszegi Imre                                         | 227   |            |
| .    | 1936 | Queen, Ellery                    |                              | Gyilkosság a tengerparton; fordította: Doblhoff Lily                                       | 224   |            |
| .    | 1936 | Aczél Lajos                      | Rogger, Louis Lucien         | Gyilkosság tízkor; fordította: Aczél László (Aczél Lajos álneve)                           | 228   |            |
| .    | 1936 | Truss, Seldon                    |                              | A hullámsír titka; fordította: Garami Andor                                                | 229   |            |
| .    | 1936 | Aczél Lajos                      | Rogger, L. L.                | Marad három; fordította: Aczél László (Aczél Lajos álneve)                                 | 237   |            |
| .    | 1936 | Gielgud, Val Henry-Marvell, Holt | Gielgud-Marvel               | Statisztál a halál; fordította: Móricz Virág                                               | 210   |            |
| .    | 1936 | Abbot, Anthony                   |                              | Vészjel a sírból; fordította: Móricz Virág                                                 | 214   |            |
| .    | 1937 | Queen, Ellery                    |                              | A kétlelkű Gimball; fordította: Garami Andor                                               | 208   |            |
| .    | 1937 | Abbot, Anthony                   |                              | A cirkuszkirálynő; fordította: Fazekas Guidó (Fazekas-Fichtner Guidó???)                   | 200   |            |
| .    | 1937 | Morland, Nigel                   |                              | A leopárd uccája; fordította: Gábor Magda                                                  | 218   |            |
| .    | 1937 | Aczél Lajos                      | Rogger, L. L.                | A sötét ablak; fordította: Aczél László (Aczél Lajos álneve)                               | 224   |            |
| 40.  | 1937 | Blake, Nicholas                  |                              | Gyilkosság a túlvilágról; fordította: Koháry Gábor                                         | 208   |            |
| 42.  | 1937 | Child, Nellise                   |                              | Az emberrabló; fordította: Koháry Gábor                                                    | 218   |            |
| 45.  | 1937 | Child, Nellise                   |                              | Köztünk van a gyilkos!; fordította: Fazekas Guidó (Fazekas-Fichtner Guidó)                 | 207   |            |
| 46.  | 1937 | Aczél Lajos                      | Rogger, Louis Lucien         | A fekete láda; fordította: Aczél László Lajos (Aczél Lajos álneve)                         | 221   |            |
| 47.  | 1937 | Verner, Gerald                   |                              | A „Q” csapat; fordította: Pap Imre                                                         | 215   |            |
| 48.  | 1937 | Sylvester, Claire                |                              | Halálfejes orchideák; fordította: Balogh Barna                                             | 207   |            |
| 49.  | 1937 | Abbot, Anthony                   |                              | Éjféli halál; fordította: Visy Miklós                                                      | 221   |            |